# La bambola (Dargen D'Amico)
La bambola è un singolo del rapper e cantautore italiano Dargen D'Amico, pubblicato il 5 febbraio 2022 come terzo estratto dal decimo album in studio Nei sogni nessuno è monogamo.
Il brano è stato eseguito in gara al Festival di Sanremo 2022 durante la quarta serata della kermesse musicale, dedicata alle cover, posizionandosi al ventiduesimo posto della classifica.

## Antefatti
La cover di D'Amico, come le altre, era stata annunciata il 20 gennaio 2022, venendo presentata dall'artista con un post su Instagram recante la didascalia:

## Descrizione
Si tratta di una reinterpretazione dell'omonimo brano di Patty Pravo, uscito nel 1968.

## Video musicale
Il video, diretto da Matteo "Colomovie" Colombo, è stato pubblicato l'8 febbraio 2022 sul canale YouTube del cantante.

## Tracce
1. La bambola – 3:07

Parole di Franco Migliacci e Jacopo Matteo Luca D'Amico, musica di Ruggero Cini e Bruno Zambrini.

## Formazione
Musicisti
- Dargen D'Amico – voce

Produzione
- D/\N/\ – registrazione, produzione e arrangiamento
- Edwyn Roberts – produzione, arrangiamento e cori
- Gianluigi Fazio – cori
- Luigi Barone aka Gigi Barocco – missaggio e mastering